# La Neuvelle-lès-Scey
La Neuvelle-lès-Scey – miejscowość i gmina we Francji, w regionie Burgundia-Franche-Comté, w departamencie Górna Saona.
Według danych na rok 1990 gminę zamieszkiwało 131 osób, a gęstość zaludnienia wynosiła 20 osób/km² (wśród 1786 gmin Franche-Comté La Neuvelle-lès-Scey plasuje się na 612. miejscu pod względem liczby ludności, natomiast pod względem powierzchni na miejscu 677.).